# Bruderschaft St. Jakobus
Die St. Jakobus-Bruderschaft ist eine ökumenische christliche Gemeinschaft, die sich für die Wiederannäherung der evangelischen und katholischen Kirchen einsetzt. Sie ist eine geistliche Kommunität mit verbindlichen Gelöbnissen unter der Leitung eines Oberen, mit evangelischen und katholischen Gliedern.

## Grundsätze
Die Gemeinschaft trägt den Namen des Jakobus, eines Verwandten  Jesu und Vorsteher der Urgemeinde in Jerusalem, der in seinem Brief zum konsequent gelebten Glauben aufruft. Nach Auskunft der Apostelgeschichte wies er für das Zusammenleben der Heidenchristen mit den Judenchristen den erleichternden Weg. Für eine wiedervereinigte Christenheit bedeutet es: Großzügige Freiheit in der Frömmigkeitsausübung. Dabei sollte gelten, was in der römisch-katholischen Kirche Grundüberzeugung ist: Das Festhalten an der Wesensverwandlung der eucharistischen Elemente in Leib und Blut Christi, der bleibende Petrusdienst zur Bewahrung und Stärkung der inneren Einheit der Kirche, sowie die Ehrung Mariens nach ihrer besonderen Stellung im göttlichen Heilsplan.
Leitmotive sind die „Evangelischen Räte“ je nach Stand. Leben aus dem Geist der Regel bedeutet: Tägliches Gebet für die Einheit, tägliche Bibellesung nach der kirchlichen „lectio continua“; persönliche Beichte und Absolution; eine mehrtägige Rüstzeit jährlich ist verbindlich. Teilnahme an weiteren Einkehrveranstaltungen wird empfohlen. Gebete bei den Zusammenkünften werden nach der Ordnung der Tagzeitengottesdienste gehalten. Die Evangelische Messe wird in Anlehnung an die lutherische „Form B“ unter Verwendung liturgischer Texte der römisch-katholischen Gemeindemesse gefeiert. Auftrag der Bruderschaft ist der Brückendienst zwischen den Konfessionen und der Gebetsdienst für die Einheit der Kirche. Diesem Anliegen dient auch die Herausgabe der viermal jährlich erscheinenden Zeitschrift „Bausteine für die Einheit der Christen“.

## Geschichte
Die geistliche Gemeinschaft ging 1965 aus dem 1960 gegründeten Bund für evangelisch-katholische Einheit hervor. Zu den Gründern des Bundes gehörten Max Lackmann, Paul Hacker und Gustav Huhn. In den 60er Jahren kam es zu Differenzen über das Verhältnis zu den beiden Amtskirchen. Lackmann sprach sich für die Abspaltung von den bestehenden Kirchen und die Gründung einer evangelisch-katholischen Unionskirche aus, konnte sich mit seiner Ansicht nicht durchsetzen und trat deshalb 1969 aus Bund und Bruderschaft aus.